# Kampong Koh
Kampong Koh is een stad in de Maleisische deelstaat Perak.
Kampong Koh telt 15.500 inwoners.